# آشپزی اسلوونیایی

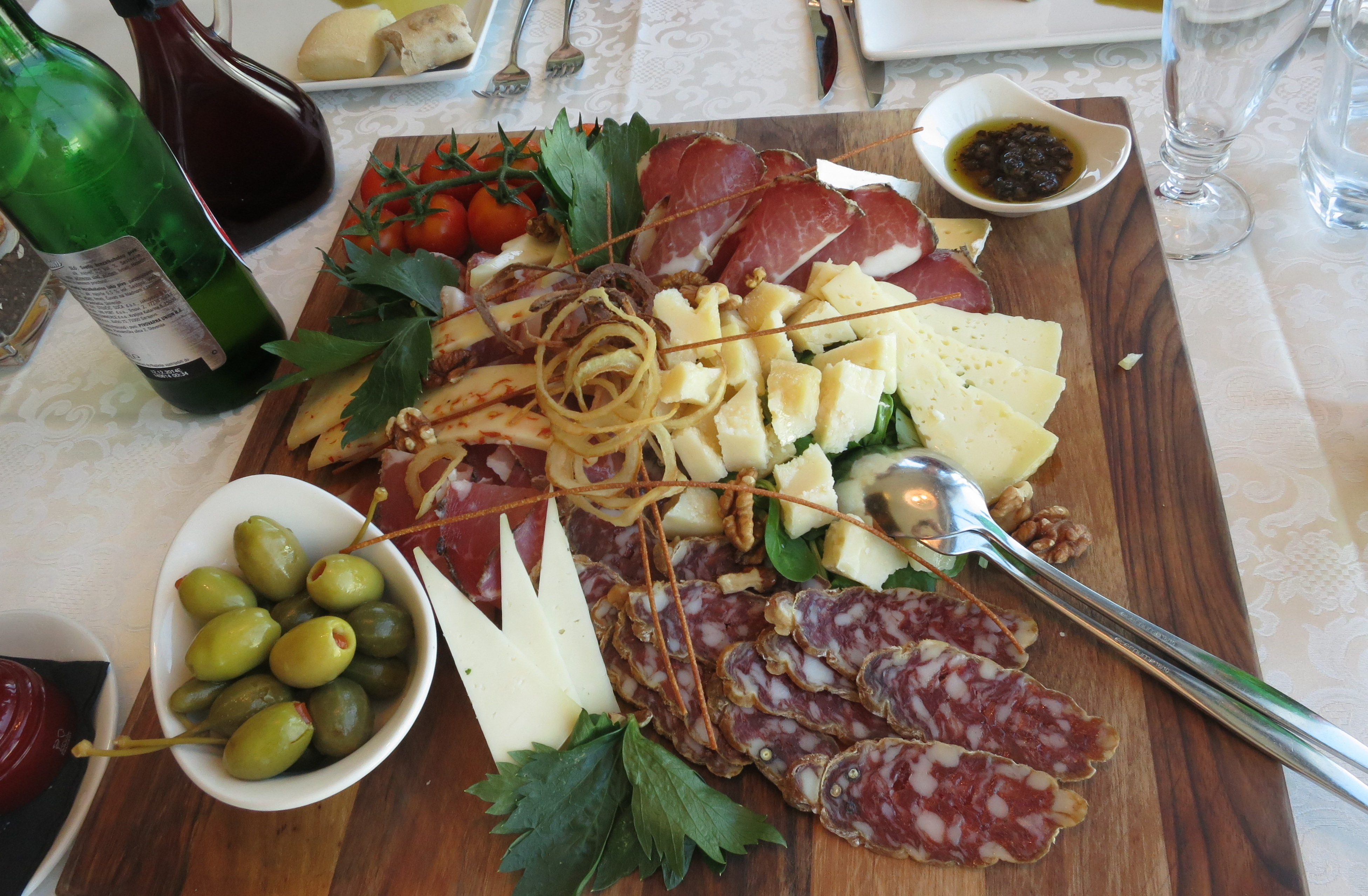
صفحه مسطحی شامل گونه‌های مختلف گوشت و پنیر اسلوونیایی به همراه مخلفات.

آشپزی اسلوونیایی (به انگلیسی: Slovenian cuisine) (اسلوونیایی: slovenska kuhinja)از مناظر طبیعی، آب و هوا، پیشینه و فرهنگ‌های مختلف مناطق همجوار اسلوونی، تأثیر پذیرفته‌است. درسال ۲۰۱۶، متخصصان برجسته قوم‌شناسی اسلوونیایی، کشور را به ۲۴ منطقهٔ غذایی و آشپزی تقسیم‌بندی کردند. اولین کتاب آشپزی به زبان اسلوونی در سال ۱۷۹۸ توسط والنتین ودنیک منتشر شد.

## غذاها و خوراکی‌ها
سوپ‌ها یک ابتکار تا حدی جدید در آشپزی اسلوونی هستند، ولی بیش از ۱۰۰ نوع سوپ وجود دارد. سابق بر این، انواع متنوعی هلیم فرنگی، خورش و وعده‌های غذاهایی که درون ظروف پخت و پز تهیه می‌شد، وجود داشت.